# Trląg
Trląg – wieś w Polsce położona w województwie kujawsko-pomorskim, w powiecie inowrocławskim, w gminie Janikowo.
Trląg położony jest na Szlaku Piastowskim. We wsi mieszka około 300 osób.
Istotnymi obiektami Trląga są: kościół z XIV wieku, zabytkowy młyn oraz dom z drugiej połowy XIX wieku. Wieś podzielona jest na dwie części, z której mniejsza nazywana jest Korytkowem. Korytkowo jest pozostałością po wsi z przełomu XI- XII wieku o tej samej nazwie. Została ona wchłonięta przez administracyjnie większy Trląg.

## Historia
Wieś Trląg należy do najstarszych kujawskich wsi. Najwcześniejsze informacje pochodzą z I połowy XIV wieku, chociaż pewnie sama miejscowość istniała dużo wcześniej. We wczesnym średniowieczu była to wieś kościelna, następnie stała się własnością szlachecką. W literaturze pierwszą osobą piszącą się "z Trląga" jest Trzebisław, który był kanonikiem gnieźnieńskim, płockim i kruszwickim.
Następnym właścicielem był Andrzej, ojciec Stefana z Trląga herbu Topór, który w 1373 roku wyprawiał się do Francji po księcia gniewkowskiego Władysława Białego. Dziedzicami Trląga byli dwaj z trzech braci, synów Andrzeja – Wojciech i Stefan. Następnie drogą sukcesji wieś przeszła w ręce Modlibogów i Kołudzkich (XV i XVI wiek). W XVIII wieku, aż do 1840 roku stała się własnością rodu Zagajewskich. Nie wiadomo kto był właścicielem wsi w XIX wieku. Przypuszczać jedynie można, iż byli to Niemcy, bowiem w okresie międzywojennym (1918 – 1939) wieś została podzielona pomiędzy bogatych gospodarzy, którymi byli m.in. Bartzowie, Gąsiorowscy i Świdzińscy. W "Słowniku geograficznym" istnieje ponadto zapis, iż w XIX wieku Trląg posiadał dwór zwany Seehorst stojący na środku wsi.
W latach 1975–1998 miejscowość administracyjnie należała do województwa bydgoskiego.

## Kościół pw. św. Ap. Piotra i Pawła
Dziś parafia w Trlągu należy do dekanatu mogileńskiego i liczy nieco ponad 900 wiernych. Należą do niej wioski: Trląg, Broniewice, Dobieszewice i Dobieszewiczki. Obecny kościół pochodzi z II połowy XIV wieku. Rozbudowany został w latach 1935–37. Wyburzono wtedy północną ścianę nawy, którą zamieniono na prezbiterium, a dawne prezbiterium na kaplicę. Część starsza kościoła jest późnogotycka. Świątynia jest orientowana, wybudowana z cegły o gotyckim układzie z użyciem w niektórych partiach tzw. zendrówki w rombowych układach. Dawne prezbiterium jest krótkie i jednoprzęsłowe, do niego przystawiono małą zakrystię. Obecne prezbiterium zbliżone jest kształtem do kwadratu.
We wnętrzu kościoła są płaskie stropy w zakrystii ostrołukowe z poprzecznym i wzdłużnym żebrem nad zamknięciem. Wejście ze starego prezbiterium do zakrystii jest półkoliste w ostrołukowej wnęce. W zakrystii zachowały się pierwotne okna, w prezbiterium i nawie głównej zostały przerobione i zamknięte półkoliście. W ścianie południowej nawy znajduje się portal we wnęce ostrołukowej o wydzielonym tympanonie, powyżej jest zegar słoneczny. Dachy świątyni są dwuspadowe, kryle dachówką. W ścianach, na cegłach znajdują się liczne drążone otworki (prawdopodobnie służyły do rozpalania ognia) oraz wiele podpisów, m.in. z XVII wieku. Wejścia do świątyni posiadają klepkowe drzwi z XIX wieku. Wewnątrz na uwagę zasługuje dawna chrzcielnica kamienna w kształcie kielicha (obecnie kropielnica) niewątpliwie XVI – wieczna, bardzo piękne renesansowe epitafium Łukasza Wilczyńskiego z Wilczyna, kolatora oraz jego żony Doroty, córki kruszwickiego kasztelana Łukasza Grabowskiego. Pochodzi z 1604 roku. W kaplicy znajduje się również krucyfiks ludowy z XIX wieku i ołtarz "z gołębiami".
Obok kościoła znajduje się dzwonnica z XIX wieku. Jest wykonana z drewna z dwuspadowym dachem krytym dachówką. W niej znajdują się dwa dzwony – jeden z XIV wieku drugi z 1537 roku, a obok dzwonnicy grobowiec rodziny Bartzów z 1905 roku. Od zachodniej strony świątyni -dom przedpogrzebowy, wybudowany w 1993 roku.

### Proboszczowie
W latach 1910–1934 proboszczem tej parafii był ks. Józef Butkiewicz, od 1934 do 1939 roku ks. Maksymilian Mrugas, po drugiej wojnie światowej od początku lutego 1945 do 1 października 1945 roku ks. Maksymilian Mrugas, który szczęśliwie przeżył wojnę i powrócił do swojej parafii, a od 1 października 1945 roku do połowy września 1946 roku ks. Kazimierz Gliński. Od połowy września 1946 roku do 15 lutego 1947 roku ks. Walter Gaida, oblat, a od 15 lutego 1947 roku do 30 czerwca 1992 roku ks. kanonik Henryk Wydra. Od 1 lipca 1992 roku ks. Jerzy Nawrocki.

## Media
Trląg swoim zasięgiem obejmują media ze stolicy gminy.
- Portal miejski i gminny ejanikowo.pl - FAKTY I OPINIE[3]
- Lokalna telewizja kablowa JanSat